# Leskea repens
Leskea repens là một loài Rêu trong họ Leskeaceae. Loài này được Schleich. ex Schultz mô tả khoa học lần đầu tiên năm 1828.